# Сеј ет Рокозел
Сеј ет Рокозел (фр. Ceilhes-et-Rocozels) је насеље и општина у јужној Француској у региону Лангдок-Русијон, у департману Еро која припада префектури Лодев.
По подацима из 2011. године у општини је живело 307 становника, а густина насељености је износила 11,04 становника/km². Општина се простире на површини од 27,82 km². Налази се на средњој надморској висини од 430 метара (максималној 821 m, а минималној 426 m).

## Демографија
| 1962. | 1968. | 1975. | 1982. | 1990. | 1999. | 2011. |
| ----- | ----- | ----- | ----- | ----- | ----- | ----- |
| 364   | 397   | 405   | 358   | 283   | 256   | 307   |

График промене броја становника у току последњих година